# Килиан, Лука
Лука Яннис Килиан (нем. Luca Jannis Kilian; род. 1 сентября 1999, Дортмунд, Северный Рейн-Вестфалия) — немецкий футболист, защитник клуба «Кёльн».

## Клубная карьера
Килиан — воспитанник клубов «Хомбрух» и дортмундской «Боруссии». В 2018 году для получения игровой практики Лука начал выступать за дублирующий состав последнего. Летом 2019 года Килиан перешёл в «Падерборн 07» подписав свой первый профессиональный контракт. 28 сентября в матче против «Баварии» он дебютировал в Бундеслиге.
10 августа 2020 подписал четырёхлетний контракт с клубом «Майнц 05». 24 августа следующего года на год был отдан в аренду в «Кёльн».

## Личная жизнь
Килиан — внук немецкого футболиста Аманда Теиса. 13 марта 2020 года тест Луки на коронавирус дал положительный результат.